# Mosto

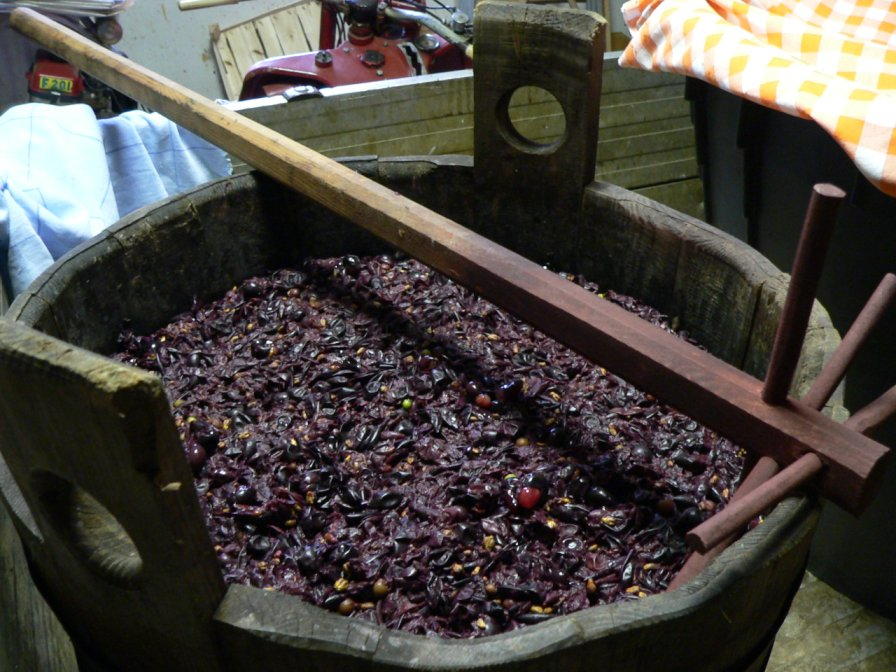
Processo artesanal de elaboração do mosto

Mosto (do latim mŭstum, "novo", "jovem") é todo tipo de mistura açucarada destinada à fermentação alcoólica. Em vinicultura, o termo é usado para se referir ao sumo de uvas frescas utilizado antes do processo de fermentação.
Também é um termo usado na elaboração da cerveja, sendo o produto da fase da mosturação ou brassagem, que compreende a mistura do malte triturado com água, a uma temperatura específica. Doravante, as enzimas que se desenvolveram durante a malteação começam a agir - principalmente alfa-amilase e beta-amilase - transformando o amido em açúcares fermentescíveis e não fermentescíveis.
Para que a atividade dessas enzimas, imprescindível nesta fase, possa ser perfeita, deve-se observar a temperatura ótima de cada uma delas. Valores superiores às chamadas temperaturas ótimas causam a desnaturação das enzimas, inativando-as antes de hidrolisarem todo o amido contido no mosto.